# Christopher Isham
Christopher Isham (28 de abril de 1944), usualmente citado como Chris J. Isham, é um físico teórico do Imperial College London.